# 하비 프리드만
하비 프리드만(Harvey Friedman, 1959년 1월 1일 ~ )은 미국의 연극 배우, 영화배우, 텔레비전 배우이다.
피츠버그에서 태어났다.

## 영화
- 서브머전스 (2017년) - 밥 역
- 비포 던 (2016년)
- 베를린 36 (2009년)
- 작전명 발키리 (2008년)
- 스피드 레이서 (2008년)
- 비욘드 더 씨 (2004년)
- 히틀러 (2003년)
- 마이 스윗 홈 (2001년)
- 인베스티게이팅 섹스 (2001년)